# روجر كيمب
روجر كيمب (بالإنجليزية: Roger Kemp)‏ هو رسام أسترالي، ولد في 3 يوليو 1908، وتوفي في 14 سبتمبر 1987.